# Parijse gespreksboekje
Het Parijse gespreksboekje is een handschrift dat gedateerd wordt op het einde van de 9e of de 10e eeuw. Het handschrift bevat een lijst van woorden en zinnen in het Frankisch die in de marge en op lege bladzijden zijn toegevoegd. Origineel was het een glossarium, het zogenaamde Abavus maior of Abavus plenior een woordenlijst die waarschijnlijk voor het eerst werd samengesteld in het scriptorium van Bobbio in de 7e eeuw. Dit handschrift is een afschrift van dit glossarium dat tot stand kwam in het zuiden van Frankrijk. De Frankische toevoegingen gebeurden in noorden van het huidige Frankrijk. Sommigen opteren voor Reims, anderen voor het bisdom Sens.
Er wordt dikwijls gezegd dat deze notities bedoeld waren als een soort taalgids voor een Romaans sprekende reiziger in het Germaanse taalgebied, maar Horst Dieter Schlosser is van mening dat het notities betreft van iemand die de Frankische omgangstaal bestudeerde.

## Taal
In de tekst werden in de marge en op lege bladzijden een honderdtal woorden en uitdrukkingen opgenomen uit de Frankische omgangstaal samen met hun vertaling in het Latijn of het Romaans. De schrijfstijl is orthografisch verwant aan het Romaans of Oudfrans.
In de Duitse literatuur noemt men de taal Oudhoogduits en het werkje wordt dikwijls de Althochdeutsche Gespräche genoemd. Wolfgang Haubrichs stelt dat de tweede Germaanse klankverschuiving in de tekst volledig te herkennen valt, hoewel dit voor sommige woorden niet het geval is (zowel elfe als elpe komt voor, huidige betekenis  help, hilfe). Hij ziet de tekst als een Frankisch dialect dat aanleunt bij het Oudhoogduits en sluit het Oudnederfrankisch (Oudnederlands) uit.
In het Paderborner repertorium heeft men het over: "de contactzone tussen het gebied van Westfrankisch en het Oudhoogduits enerzijds en het Middelfrankisch en Nederfrankisch anderzijds". Ook anderen hebben het over een mengeling van centraal Germaans van het Noordwestelijke type met Middelfrankisch en Nederfrankisch, typisch voor de grensstreek tussen Romaanse en Germaanse gebieden. Wij kunnen dus deze tekst misschien toch zien als een voorloper van het Oudnederlands.

## Auteur
Volgens Herbert Penzl baseerde de Romaanse schrijver zich op minder geschoolde informanten of ging hij uit van zijn eigen herinnering en weinig systematische observaties. Waar alle onderzoekers het wel over eens zijn is dat het gaat over genoteerde dialogen dus over spreektaal.
De notities in het handschrift zijn mogelijk gekopieerd van een andere tekst door een scribent die niet echt goed begreep wat hij schreef. Dit zou blijken uit de fouten in de tekst onder meer de verkeerde interpretatie van i en e en van u en o. Anderzijds zijn er ook fouten die wijzen op een gebrekkige kennis van het Frankisch door de auteur.

## Handschrift
Het handschrift is in twee delen gesplitst namelijk:
- [a] Parijs, Bibliothèque nationale de France, Ms. lat. 7641, dat het grootste gedeelte van de Frankische teksten bevat op de folia 1r, 2v en 3r
- [b] Vaticaanstad, Biblioteca Apostolica Vaticana, Cod. Regin. lat. 566 dat op f50v ook nog Frankische marginalia bevat.

Het (basis)handschrift is geschreven in het Latijn, in een Karolingische minuskel, waarschijnlijk in de vroege 9e eeuw, toevoegingen in het Frankisch in de late 9e of 10e eeuw.

### Inhoud
- Woordenlijst van lichaamsdelen (1-12)
- Tweetalige voorbeeldzinnen (13-106)
- Naast de Frankische teksten bevat het handschrift [a] op de folia 4v tot 16r uittreksels uit de Oudhoogduitse vertaling van de Diatessaron van Tatianus, die tot stand kwam omstreeks tussen 829 en 836 in de abdij van Fulda onder het abbatiaat van Lupus van Ferrières. Men kan geen direct verband leggen tussen beide maar men zou op die manier het Parijse gespreksboekje in de kringen van deze actieve germanist kunnen plaatsen.[3] Ook in dit gedeelte zijn nog enkele zinnen toegevoegd die niets met de Tatianus te maken hebben.[8]